# Estadi Johan Cruyff
Estadi Johan Cruyff – stadion piłkarski w Sant Joan Despí, w Hiszpanii. Został otwarty 27 sierpnia 2019 r. Może pomieścić 6000 widzów. Obiekt należący do FC Barcelony, swoje spotkania rozgrywają na nim piłkarze drużyny rezerw tego klubu, zespoły młodzieżowe oraz Barça Femení.
Budowa stadionu im. Johana Cruyffa w Sant Joan Despi rozpoczęła się 14 września 2017 r, a jego otwarcie miało miejsce 27 sierpnia 2019 r. Na inaugurację rozegrano spotkanie pomiędzy drużynami U-19 klubów FC Barcelona i Ajax Amsterdam (0:2). Stadion zastąpił Mini Estadi, który po otwarciu Estadi Johan Cruyff został rozebrany, a w jego miejscu ma powstać hala sportowa.